# Aguarunichthys torosus
Aguarunichthys torosus är en fiskart som beskrevs av Stewart, 1986. Aguarunichthys torosus ingår i släktet Aguarunichthys och familjen Pimelodidae. Inga underarter finns listade i Catalogue of Life.